# Georgi Dykow
Georgi Krumow Dykow (bułg. Георги Крумов Дъков, ur. 21 października 1967 w Plewenie, zm. 29 lipca 1996 pomiędzy Burgas a Pomoriem) – bułgarski lekkoatleta, specjalista skoku wzwyż, medalista mistrzostw Europy, olimpijczyk.
Zdobył brązowy medal w skoku wzwyż na mistrzostwach Europy juniorów w 1985 w Chociebużu. Startując w rywalizacji seniorów zajął 11. miejsce na mistrzostwach Europy w 1986 w Stuttgarcie. Odpadł w kwalifikacjach Na mistrzostwach świata w 1987 w Rzymie. Zajął 6. miejsce na  halowych mistrzostwach Europy w 1988 w Budapeszcie, 9. miejsce na halowych mistrzostwach Europy w 1989 w Hadze, 11. miejsce na halowych mistrzostwach świata w 1989 w Budapeszcie i 5. miejsce na halowych mistrzostwach Europy w 1990 w Glasgow.
Zdobył brązowy medal na mistrzostwach Europy w 1990 w Splicie, przegrywając jedynie z Dragutinem Topiciem z Jugosławii i Aleksiejem Jiemielinem ze Związku Radzieckiego. Na halowych mistrzostwach świata w 1991 w Sewilli ponownie zajął 11. miejsce. Odpadł w kwalifikacjach na mistrzostwach świata w 1991 w Tokio. Zajął 6. miejsce na halowych mistrzostwach Europy w 1992 w Genui.
Na igrzyskach olimpijskich w 1992 w Barcelonie Dykow zajął 14. miejsce. Odpadł w kwalifikacjach na mistrzostwach świata w 1993 w Stuttgarcie i na halowych mistrzostwach Europy w 1994 w Paryżu.
Dykow był mistrzem Bułgarii w skoku wzwyż na otwartym stadionie w latach 1986–1988, 1990 i 1991, a w hali w latach 1988–1990.
Pięciokrotnie poprawiał rekord Bułgarii w skoku wzwyż do wyniku 2,36 m uzyskanego 10 sierpnia 1990 w Brukseli. Jest to do tej pory (wrzesień 2020) rekord Bułgarii, podobnie jak wynik Dykowa w hali – 2,31 m, uzyskany 26 lutego 1991 w Budapeszcie.
Georgi Dykow zginął w lipcu 1996 w wypadku samochodowym.